# A Time for Us (álbum)
A Time for Us es el sexto álbum de estudio del cantante estadounidense Donny Osmond. Fue publicado en noviembre de 1973 a través de MGM Records.

## Recepción de la crítica
Un escritor no especificado de la revista Record World calificó A Time for Us como el mejor álbum de Donny hasta la fecha, y elogió las “excelentes canciones” y los “maravillosos arreglos” de Don Costa. Un escritor no especificado de la revista Cash Box declaró: “Parece que todo lo que canta Donny se convierte en oro y su último LP seguramente lo ayudará a mantener su toque de Midas. [...] A lo largo de esta colección, es evidente que la voz de Donny, complementada de manera experta por los exuberantes arreglos de Costa, es el corazón y el alma de cada canción”. Un escritor no especificado de la revista Billboard comentó: “Donny aborda una serie de baladas, muchas de las cuales se remontan al pasado. Para sus jóvenes fanáticos deberían ser suficientes. Sus hermanos brindan un excelente respaldo en temas como «I Believe», que Frankie Laine hizo famoso. Donny todavía tiene que desarrollar alguna habilidad emocional seria, pero eso puede llegar con el tiempo. Hace bien «A Time for Us», ayudado por una gran orquesta. La sobregrabación ayuda a crear un sonido vocal amplio para el joven profesional del mundo del espectáculo”.

## Lista de canciones
| Lado uno |                                          |                                                  |          |  |
| N.º      | Título                                   | Escritor(es)                                     | Duración |  |
| 1.       | «A Time for Us»                          | Nino Rota Larry Kusik Eddie Snyder               | 3:43     |  |
| 2.       | «Hawaiian Wedding Song (Ke Kali Nei Au)» | Charles E. King Al Hoffman Dick Manning          | 2:28     |  |
| 3.       | «When I Fall in Love»                    | Victor Young Edward Heyman                       | 3:00     |  |
| 4.       | «Are You Lonesome Tonight»               | Roy Turk Lou Handman                             | 3:12     |  |
| 5.       | «I Believe»                              | Ervin Drake Jimmy Shirl Irvin Graham Al Stillman | 2:55     |  |

| Lado dos |                     |                          |          |  |
| N.º      | Título              | Escritor(es)             | Duración |  |
| 1.       | «Guess Who»         | Jesse Belvin             | 3:06     |  |
| 2.       | «Young and in Love» | Dick St. John            | 2:35     |  |
| 3.       | «A Million to One»  | Phil Medley              | 2:42     |  |
| 4.       | «A Boy Is Waiting»  | Don Costa Gayle Caldwell | 2:37     |  |
| 5.       | «Unchained Melody»  | Alex North Hy Zaret      | 4:20     |  |

## Créditos y personal
Créditos adaptados desde las notas de álbum de A Time for Us.
Personal técnico
- Mike Curb – productor
- Don Costa – productor, arreglos
- Humberto Gatica –
- Humberto Gatica – ingeniero de audio
- Wayne Osmond – ingeniero de audio
- Saul Saget – director artístico
- Tyler Thornton – fotografía

## Posicionamiento
| Gráfica (1974)                            | Pico de posición |
| ----------------------------------------- | ---------------- |
| Australia (Kent Music Report)             | 64               |
| Canadá (RPM Top Albums)                   | 65               |
| Estados Unidos (Billboard Top LPs & Tape) | 58               |
| Estados Unidos (Cash Box Top 100 Albums)  | 41               |
| Estados Unidos (Record World Album Chart) | 37               |
| Reino Unido (UK Albums Chart)             | 4                |

## Certificaciones y ventas
| País              | Certificación | Ventas  |
| ----------------- | ------------- | ------- |
| Reino Unido (BPI) | Oro           | 100 000 |